# Engelsina Sergejewna Tscheschkowa

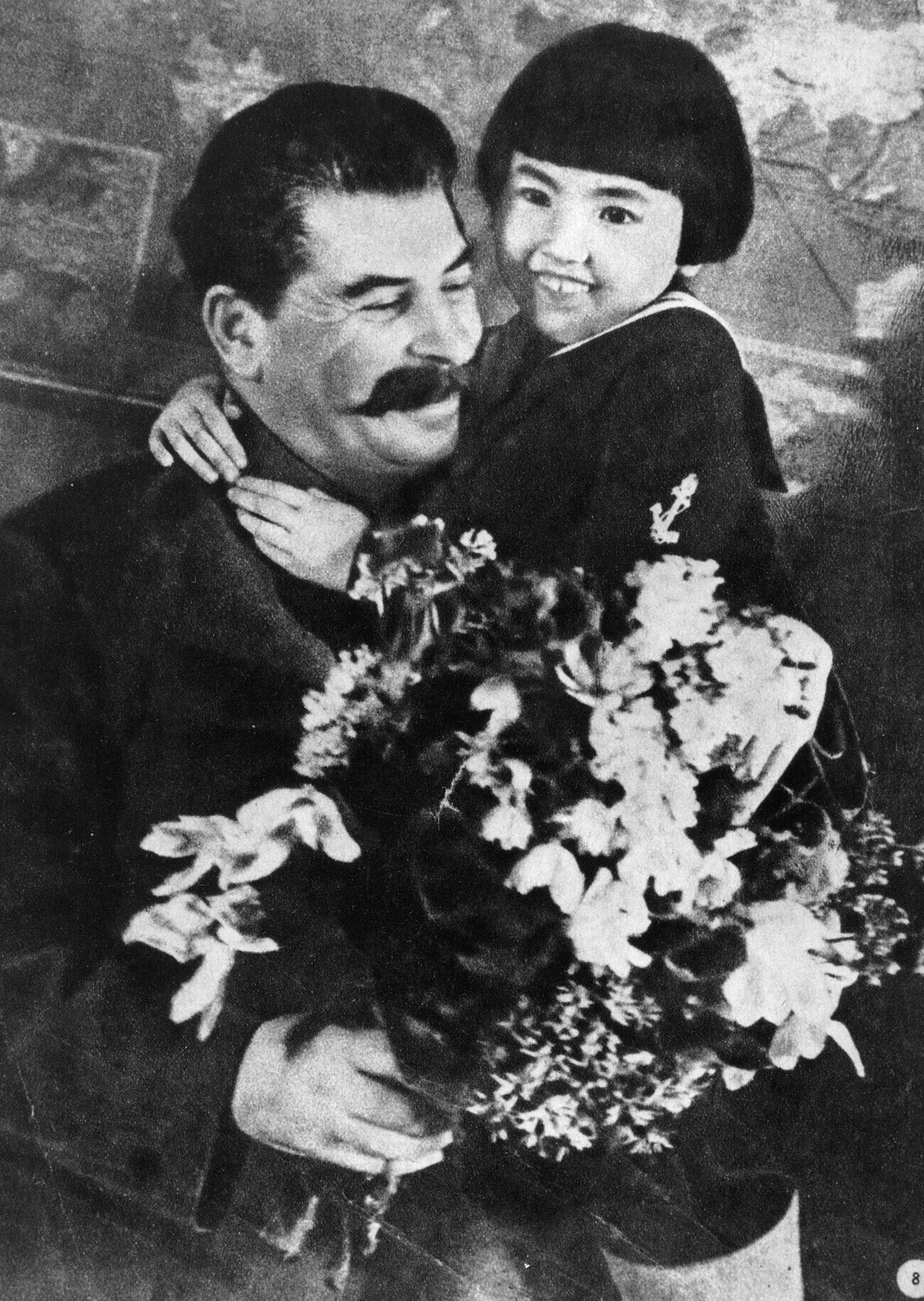
Stalin und Markisowa am 28. Januar 1936

Engelsina Sergejewna Tscheschkowa (russisch Энгельсина Сергеевна Чешкова, geborene Markisowa (Маркизова); * 16. November 1928 in Wechneudinsk, Burjatische Autonome Sozialistische Sowjetrepublik; † 11. Mai 2004 in Antalya, Türkei) war eine burjatische Historikerin und Orientalistin.
Ein Foto, das sie 1936 bei der Übergabe eines Blumenbouquets an Josef Stalin zeigte, wurde millionenfach gedruckt und in der Sowjetunion zur Propaganda genutzt. Ein Bildhauer schuf eine entsprechende Statue, die er „Danke Genosse Stalin, für unsere glückliche Kindheit!“ nannte.
Engelsinas Vater, der Volkskommissar für Landwirtschaft der Burjatischen Sowjetrepublik, Ardan Markisow (Ардан Ангадыкович Маркизов), wurde im folgenden Jahr Opfer der Stalinschen Säuberungen, woraufhin ihr Familien- und Vatersname geändert wurde.